# Moruzeni, Cetatea Albă
Moruzeni (în ucraineană Пшеничне, transliterat: Pșenîcine) este un sat în comuna Păuleni din raionul Cetatea Albă, regiunea Odesa, Ucraina. Are 439 locuitori, preponderent ruși.
Satul este situat la o altitudine de 32 m, în partea nord-vestică a raionului Sărata. Teritoriul localității este străbătut de râul Babei, care se varsă în râul Sărata chiar în apropierea satului Moruzeni. El se află la o distanță de 35 km nord de centrul raional și stația de cale ferată Sărata.
Până în anul 1947 satul a purtat denumirea oficială de Moruzeni (în ucraineană Морозени), în acel an el fiind redenumit Pșenicine.

## Istoric
Satul Moruzeni a fost înființat în anul 1920 de către țărani moldoveni și ruși, după Unirea Basarabiei cu România la 27 martie 1918. El a făcut parte din componența României, în Plasa Volintiri a județului Cetatea Albă. Pe atunci, populația era formată din ruși și români în proporții aproximativ egale. La recensământul din 1930, s-a constatat că din cei 395 locuitori din sat, 201 erau ruși (50.89%), 176 români (44.56%) și 18 germani (4.55%).
Ca urmare a Pactului Ribbentrop-Molotov (1939), Basarabia, Bucovina de Nord și Ținutul Herța au fost anexate de către URSS la 28 iunie 1940. După ce Basarabia a fost ocupată de sovietici, Stalin a dezmembrat-o în trei părți. Astfel, la 2 august 1940, a fost înființată RSS Moldovenească, iar părțile de sud (județele românești Cetatea Albă și Ismail) și de nord (județul Hotin) ale Basarabiei, precum și nordul Bucovinei și Ținutul Herța au fost alipite RSS Ucrainene. La 7 august 1940, a fost creată regiunea Ismail, formată din teritoriile aflate în sudul Basarabiei și care au fost alipite RSS Ucrainene .
În perioada 1941-1944, toate teritoriile anexate anterior de URSS au reintrat în componența României. Apoi, cele trei teritorii au fost reocupate de către URSS în anul 1944 și integrate în componența RSS Ucrainene, conform organizării teritoriale făcute de Stalin după anexarea din 1940, când Basarabia a fost ruptă în trei părți. Un număr de 154 localnici au luptat în cel de-al doilea război mondial, 53 dintre ei murind pe front. În timpul războiului, profesorul M.I. Zelenin a adăpostit în casa sa doi spioni sovietici; fiind descoperit, a fost arestat și condamnat la moarte, dar a reușit să fugă.
În anul 1947, autoritățile sovietice au schimbat denumirea oficială a satului din cea de Moruzeni în cea de Pșenicine. În anul 1954, Regiunea Ismail a fost desființată, iar localitățile componente au fost incluse în Regiunea Odesa.
Începând din anul 1991, satul Moruzeni face parte din raionul Sărata al regiunii Odesa din cadrul Ucrainei independente. În prezent, satul are 439 locuitori, preponderent ruși.

## Demografie
Componența lingvistică a localității Moruzeni
     Ucraineană (57,4%)
     Română (28,02%)
     Rusă (12,53%)
     Alte limbi (0,68%)
Conform recensământului din 2001, majoritatea populației localității Moruzeni era vorbitoare de ucraineană (57,4%), existând în minoritate și vorbitori de română (28,02%) și rusă (12,53%).
1930: 395 (recensământ) 
2001: 439 (recensământ)